# Хацор (авиабаза)
Хацо́р (ивр. חצור‎) (официальное название: 4-е крыло — ивр. כנף 4‎) — авиабаза ВВС Израиля, находящаяся в Южном округе Израиля. База расположена возле города Ашдод.

## История
Аэропорт был построен в 1942 году для британских Королевских ВВС, во время британского мандата в Палестине. Изначальное название авиабазы было «RAF Qastina», по названию близлежащего арабского города Кастина и британского военного лагеря — «Лагерь Кастина».
25 февраля 1946 года авиабаза была атакована частями Иргуна и 20 британских самолетов были уничтожены, в том числе «Handley Page Halifax».
15 марта 1948 года Британская армия ушла с территории авиабазы, и Армия обороны Израиля заняла её без боя.
9 января 2020 года авиабазу затопило в результате сильных проливных дождей, повреждения получили 8 истребителей F-16, 3 из них получили значительные повреждения и ремонт затянулся на несколько месяцев, ремонт обошелся в 8,7 миллионов долларов.

## Базирующиеся подразделения
- 101-я эскадрилья истребителей «F-16C Файтинг Фалкон» (ивр. טייסת 101‎);
- 105-я эскадрилья истребителей «F-16D Файтинг Фалкон» (ивр. טייסת 105‎).